# Darby Camp
Darby Eliza Camp, född 14 juli 2007 i Charlotte i North Carolina, är en amerikansk skådespelerska. Hennes stora genombrott var i HBO-serien Big Little Lies (2017–2019) där hon spelade rollen som Chloe Adaline Mackenzie (mindre roll). Hennes karaktär är dotter till Reese Witherspoons karaktär Madeline Martha Mackenzie i serien. Hon spelar även rollen som Frankie Hughes i 2018 års version av filmen Benji, Kate Pierce i filmen The Christmas Chronicles (2018) samt dess uppföljare från 2020 och Phoebe Evans i filmen Dreamland (2019). 
År 2021 syntes Camp i en av huvudrollerna i filmen Clifford den stora röda hunden och under 2022 har hon även synts i Starz-serien Gaslit.